# Coglès
Coglès (prononcé [kɔɡl], comme Cogles) est une ancienne commune française située dans le département d'Ille-et-Vilaine, en région Bretagne, peuplée de 632 habitants. Elle a fusionné le 1er janvier 2017 avec Montours et La Selle-en-Coglès pour former la commune des Portes-du-Coglais.

## Géographie

### Localisation
La commune de Coglès est située à 52 km au nord-est de Rennes et à 25 km au sud du Mont-Saint-Michel dans le pays de Fougères, en bordure de la Normandie.
Les communes limitrophes sont Montanel, Argouges, Carnet dans le département de la Manche et Le Ferré, Montours, La Selle-en-Coglès, Saint-Brice-en-Coglès, Tremblay, Saint-Ouen-la-Rouërie en Ille-et-Vilaine.

## Toponymie
Le nom de la localité est attesté sous les formes Ecclesia de Cogles en 1158, ecclesia Coglarum en 1170, Cogles en 1283.
La paroisse de Coglès fut appelée, jusqu'à la Révolution française, Saint-Jean-de-Coglès, du fait de son saint patron, saint Jean le Baptiste.

## Histoire
Ancien pagus de la cité des Redones (cacographie antique Riedones), Coglès est le chef-lieu de l'antique circonscription du Coglais dont faisaient partie les paroisses du Châtellier, de Montours, de Saint-Brice-en-Coglès, de Saint-Étienne-en-Coglès, de Saint-Germain-en-Coglès, et de La Selle-en-Coglès…
Dès le XIe siècle, cette paroisse s'appelait Coglès, et avait le titre de fief. Elle dépendait de l'abbaye de Saint-Melaine de Rennes, qui y possédait un prieuré. Geoffroy, baron de Fougères, donna en 1204, sa terre de Coglès, à son oncle tuteur, Guillaume l'Angevin, pour le remercier d'avoir administré ses domaines. Les seigneurs de Coglès tirent bien entendu leur nom de la paroisse de Coglès où ils avaient leur château, édifié dans le bois de Gâtines au lieu-dit le Châtel où l'on voyait une ancienne motte féodale portant le nom de Motte-au-Seigneur.
Coglès, capitale du Coglais, était situé à un carrefour de plusieurs voies de communication. Le vicomte Le Bouteiller signale une voie romaine de Nantes à Avranches se prolongeant vers le nord à l'est de Saint-Brice-en-Coglès et en gagnant Coglès pour se diriger vers Saint-James-de-Beuvron.

## Politique et administration

### Liste des maires
| Période                                  | Période              | Identité                   | Étiquette | Qualité                                                                    |
| ---------------------------------------- | -------------------- | -------------------------- | --------- | -------------------------------------------------------------------------- |
| Les données manquantes sont à compléter. |                      |                            |           |                                                                            |
| ?                                        | ?                    | Joseph Morazin             |           |                                                                            |
| (maire en 1981)                          | juillet 1993 (décès) | Yves Ferrand de La Conte   |           | Exploitant agricole Croix de guerre 1939-1945, officier du Mérite agricole |
| septembre 1993                           | juin 1995            | Guy Morazin                |           | Agriculteur                                                                |
| juin 1995                                | avril 2014           | Catherine Villerbu         | DVD       | Cultivatrice                                                               |
| avril 2014                               | décembre 2016        | Aymar de Gouvion-Saint-Cyr | LR        | Juriste                                                                    |

## Population et société

### Démographie
L'évolution du nombre d'habitants est connue à travers les recensements de la population effectués dans la commune depuis 1793. À partir du 1er janvier 2009, les populations légales des communes sont publiées annuellement dans le cadre d'un recensement qui repose désormais sur une collecte d'information annuelle, concernant successivement tous les territoires communaux au cours d'une période de cinq ans. 
Pour les communes de moins de 10 000 habitants, une enquête de recensement portant sur toute la population est réalisée tous les cinq ans, les populations légales des années intermédiaires étant quant à elles estimées par interpolation ou extrapolation. Pour la commune, le premier recensement exhaustif entrant dans le cadre du nouveau dispositif a été réalisé en 2005,.
En 2021, la commune comptait 632 habitants, en évolution de −3,07 % par rapport à 2015 (Ille-et-Vilaine : +5,61 %, France hors Mayotte : +2,49 %).
| 1793  | 1800  | 1806  | 1821  | 1831  | 1836  | 1841  | 1846  | 1851  |
| ----- | ----- | ----- | ----- | ----- | ----- | ----- | ----- | ----- |
| 1 569 | 1 456 | 1 316 | 1 415 | 1 403 | 1 304 | 1 262 | 1 286 | 1 252 |

| 1856  | 1861  | 1866  | 1872  | 1876  | 1881  | 1886  | 1891  | 1896  |
| ----- | ----- | ----- | ----- | ----- | ----- | ----- | ----- | ----- |
| 1 300 | 1 304 | 1 310 | 1 250 | 1 282 | 1 251 | 1 207 | 1 151 | 1 058 |

| 1901 | 1906 | 1911 | 1921 | 1926 | 1931 | 1936 | 1946 | 1954 |
| ---- | ---- | ---- | ---- | ---- | ---- | ---- | ---- | ---- |
| 983  | 969  | 949  | 900  | 914  | 889  | 870  | 870  | 819  |

| 1962 | 1968 | 1975 | 1982 | 1990 | 1999 | 2005 | 2010 | 2015 |
| ---- | ---- | ---- | ---- | ---- | ---- | ---- | ---- | ---- |
| 856  | 795  | 730  | 652  | 609  | 566  | 604  | 650  | 652  |

| 2018 | - | - | - | - | - | - | - | - |
| ---- | - | - | - | - | - | - | - | - |
| 657  | - | - | - | - | - | - | - | - |

### Activité, manifestations et label
En 2003, la commune a obtenu le label Communes du patrimoine rural de Bretagne pour la richesse de son patrimoine architectural et paysager[réf. nécessaire].

## Culture locale et patrimoine

### Lieux et monuments
- Église Saint-Jean-Baptiste (XIIe, XVIIe et XVIIIe siècles).
- Manoir des Longrais (XVIe et XVIIIe siècles). La tour-fuie renferme l'escalier et dans la partie supérieure, un colombier avec sa fenêtre d'envol pour les pigeons[9].
- Manoir de La Bretonnière (XVIIe siècle). Le manoir de la Bretonnière est un édifice bâti au XVe et au XVIIe siècle. Il est orné d'une tourelle carrée percée d'étroites meurtrières, d'un porche et d'un cadran solaire. Au premier étage, une pièce en avancée est supportée par d'élégants piliers.
- Manoir de La Bouverie (XVIIe – XIXe siècle).
- Chêne remarquable au lieu-dit la Potelais, de 8,40 m de circonférence[10].

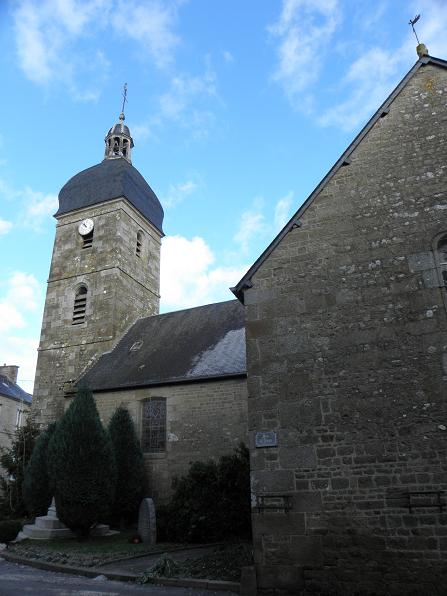
L'église Saint-Jean-Baptiste.
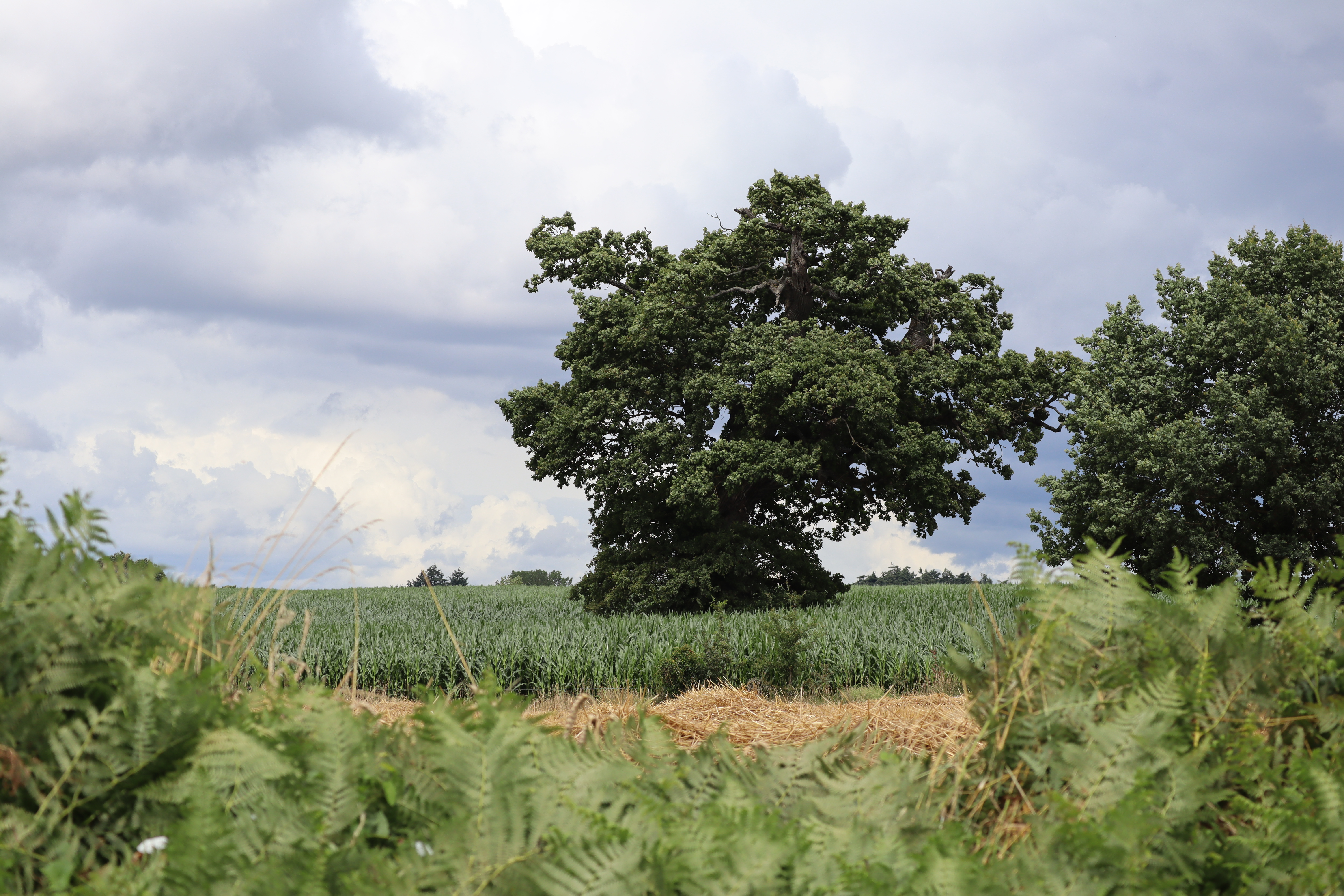
Le chène de La Potelais.